# کنوانسیون بین‌المللی حمایت از تمامی اشخاص در برابر ناپدیدشدن اجباری
کنوانسیون بین‌المللی حمایت از تمامی اشخاص در برابر ناپدیدشدن اجباری (انگلیسی: International Convention for the Protection of All Persons from Enforced Disappearance) یک قرارداد بین‌المللی حقوق بشرمرتبط با سازمان ملل متحد است. این قرارداد برای حمایت از تمامی تمامی ناپدید‌شدگان اجباری در نظرگرفته شده و در قانون بین‌الملل جنایت علیه بشریت تعریف شده‌است. این قطعنامه توسط مجمع عمومی سازمان ملل متحد در ۲۰ دسامبر ۲۰۰۶ تصویب شد و در تاریخ ۶ فوریه ۲۰۰۷ به امضای دبیرکل رسید. در ۲۳ دسامبر ۲۰۱۰ به قانون لازم‌الاجرا تبدیل گردید، این کنوانسیون در اوت ۲۰۱۷ توسط ۹۶ کشور جهان امضا شده و ۵۷ کشور بر آن صحه گذارده‌اند.

## خلاصه
این پیمان‌نامه مشابه الگوی کنوانسیون ملل متحد علیه شکنجه می‌باشد که روی موازینی توافق شده‌است و شامل ۴۵ ماده می‌باشد و از جمله شامل رعایت قانون آیین دادرسی، نقض حقوق افراد بازداشت شده، از جمله متهمانی که بدون اتهام در زندان نگه داشته می‌شوند، استفاده گسترده نظام مند از بازداشت خودسرانه و ناپدید شدن اجباری، عدم دسترسی متهم به وکیل منتخب خود، عدم صدور احکام وثیقه برای بازداشت شدگان، شرایط بد زندان، گزارش‌های شکنجه و تجاوز و دیگر انواع خشونت جنسی بازداشت شدگان، تکنیک‌های خشن بازجویی و استفاده از فشار روی خویشان و نزدیکان، شامل دستگیری آنها، به منظور اخذ اعترافات دروغین که در محاکمه آن افراد از آن استفاده می‌شود می‌باشد.